# خبية (ناطع)

تعديل مصدري - تعديل

خبية هي إحدى قرى عزلة وعله آل رقاب بمديرية ناطع التابعة لمحافظة البيضاء، بلغ تعداد سكانها 67 نسمة حسب تعداد اليمن لعام 2004.